# Faulieu.
Faulieu.（フォリュー）は、日本の4人組ガールズロックバンド。

## 概要
2023年3月結成。
作詞・作曲を手がけるCanacoとMimoriの2人により結成されfleufleu としての活動を開始。
2019年8月にKaho 、2020年1月にAyanoが、それぞれレギュラーサポートを経て正式に加入し、現在の 4 人編成となる。
2023年1月をもって所属事務所を退所するにあたってバンド名、アレンジなどを一新し3月より再始動。
バンド名は中間や環境という意味を持つフランス語の「milieu」を元に4(Four)+million+youからなる造語。「4人と幾千の“あなた”の間を繋ぐ存在になれますように」という願いが込められている。
バンド名にドット（.）が付いているのは、総画角を15画とするため。

## メンバー
Canaco（きゃなこ）
ボーカル・ギター担当。3月16日生まれ、東京都出身。血液型はB型。
好きなアーティストは、相対性理論、サカナクション、女王蜂。
使用機材は、Fender American Ultra Telecaster Rosewood Fingerboard/Arctic Pearl、HISTORY NT-301/CA。
Kaho（かほ）
ギター担当。8月1日生まれ、千葉県出身。血液型はB型。
使用機材は、Paul Reed Smith 30th Anniversary Custom24。
「Replaysバンド」や乃紫のサポートギターとしても活動している。
Ayano（あやの）
ベース担当。1月18日生まれ、宮城県出身。血液型はO型。
使用機材は、Momose MJ-Five2-STD/M。
仙台発・音楽ユニット「Unwave」のメンバーとしても活動している。
Mimori（みもり）
ドラム担当。9月24日生まれ、東京都出身。血液型はA型。
使用機材は、DW Drums Collector’s Series Maple（ドラムセット）、Ludwig Black Beauty LB416（スネア）。

## 来歴

### 2023年
- 3月1日、オフィシャルサイトを開設[8]。
- 4月8日、始動ワンマンライブ『4 you』をShibuya eggmanにて1部・2部2公演で開催[9]。
- 4月29日、ロックバンドSHOW-YAが主催する女性アーティストのみの音楽フェス『NAONのYAON』（会場：日比谷野外大音楽堂）にO.A出演[10]。

### 2024年
- 4月17日、1stアルバム『AS IS.』を発売。
- 7月27日 - 8月24日、初のライブツアー「Faulieu. 1st Album “AS IS.” TOUR」を開催[11]。
- 12月23日、東京・渋谷DIVEでのワンマン・ライブにてアミューズへの所属発表[12]。

## 作品

### 配信シングル
|   | 発売日         | タイトル             |
| - | -------------- | -------------------- |
| 1 | 2023年4月1日   | アイビー             |
| 2 | 2023年8月17日  | メリーゴーランド     |
| 3 | 2023年9月1日   | 嫌い                 |
| 4 | 2023年10月1日  | 下の名前で呼ばないで |
| 5 | 2023年11月19日 | ヨマイゴト           |
| 6 | 2023年12月14日 | マボロシ             |
| 7 | 2024年7月10日  | ALLY                 |
| 8 | 2025年2月28日  | Voyage               |
| 9 | 2025年4月12日  | 愛煩い               |

## タイアップ一覧
| 年     | 曲名   | タイアップ                                                          |
| ------ | ------ | ------------------------------------------------------------------- |
| 2025年 | 愛煩い | 読売テレビ ドラマDiVE『子宮恋愛』エンディング主題歌                 |
| 2025年 | SPICA  | 縦型ショートドラマアプリ「POPCORN」『恋するシャンプーガール』主題歌 |